# Estación de Tarragona (Metro de Barcelona)
Tarragona es una estación de la línea 3 del Metro de Barcelona situada debajo de la calle de Tarragona entre los distritos de Sants-Montjuïc y del Ensanche de Barcelona.
La estación se inauguró en 1975 como parte de la entonces Línea IIIB. En 1982 con la reorganización de los números de líneas a la numeración arábiga y cambios de nombre de estaciones, pasó a ser una estación de la línea 3.
| << cabecera        | < estación    | línea | estación >   | cabecera >>   |
| ------------------ | ------------- | ----- | ------------ | ------------- |
| Metro              |               |       |              |               |
| Zona Universitaria | Sants-Estació |       | Plaza España | Trinitat Nova |

- Datos: Q2548401
- Multimedia: Tarragona metrostation / Q2548401